# خانه بخردی
خانه بخردی مربوط به اواخر دوره قاجار - اوایل دوره پهلوی است و در اصفهان، خیابان عبدالرزاق، کوچه ابر اسحاقیه، کوچه مسجد جامع واقع شده و این اثر در تاریخ ۲۴ اسفند ۱۳۸۳ با شمارهٔ ثبت ۱۱۵۴۳ به‌عنوان یکی از آثار ملی ایران به ثبت رسیده است.

## واگذاری
در تاریخ بیست و شش دیماه نودو چهار خانه تاریخی بخردی با مزایده‌ای که توسط صندوق احیاء و بهره‌برداری از آثار تاریخی و فرهنگی سازمان میراث فرهنگی و صنایع دستی و گردشگری کشور برگزار گردید به رضا برادران اصفهانی در بخش خصوصی واگذار گردید.